# Nationale Vergadering (Namibië)
De Nationale Vergadering (Engels: National Assembly) is het lagerhuis van het parlement van Namibië en bestaat uit 104 leden, waarvan er 96 rechtstreeks worden gekozen middels het stelsel van evenredige vertegenwoordiging. De overige acht leden worden benoemd. Verkiezingen vinden om de vijf jaar plaats.
De Nationale Vergadering ontstond in 1990 toen Namibië onafhankelijk werd. Sinds die tijd wordt de Nationale Vergadering gedomineerd door de South West Africa People's Organisation (SWAPO), een van oorsprong verzetsorganisatie die in 1960 werd opgericht en een gewapende strijd voerde voor een Namibië onafhankelijk van Zuid-Afrika. Op dit moment (2019) bezet SWAPO 63 van de 104 zetels in de Nationale Vergadering. De Popular Democratic Movement (PDM) is met 16 zetels de voornaamste oppositiepartij.
Voorzitter van de Nationale Vergadering is sinds 2015 Peter Katjavivi (SWAPO), een voormalig hoogleraar, diplomaat en minister.
Het hogerhuis van het parlement is de Nationale Raad (National Council).

## Zetelverdeling

Zetelverdeling na de verkiezingen van 2019

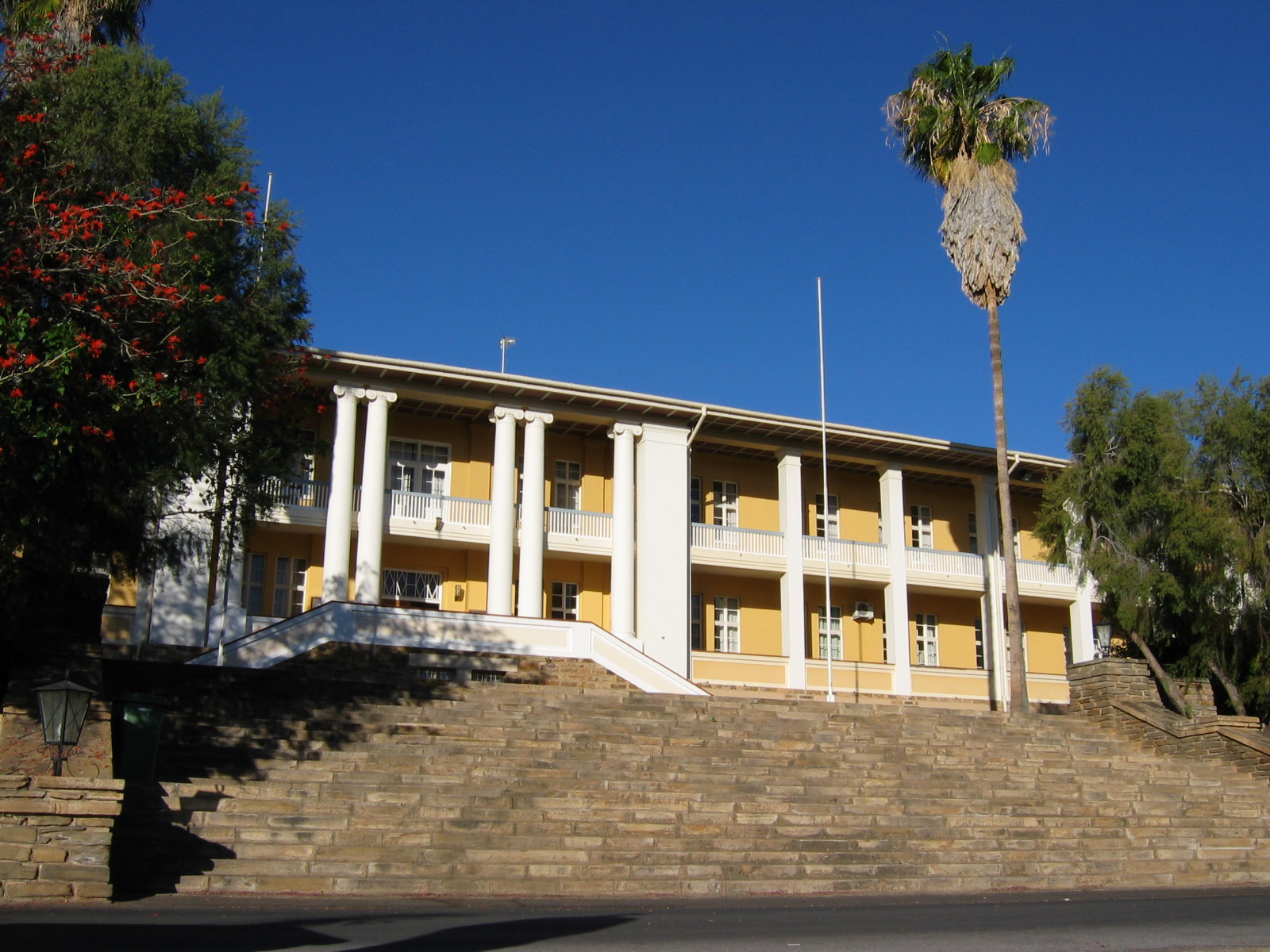
Het parlementsgebouw in Windhoek

Regering (71)

Opposition (33)